# Jirō Inagaki
Jirō Inagaki (japanisch 稲垣 次郎 Inagaki Jirō; * 3. Oktober 1933 in Tokyo; † 18. Januar 2024) war ein japanischer Jazz- und Fusionmusiker (Saxophon, Komposition).

## Leben und Wirken
Inagaki wuchs im Stadtteil Hatagaya im Bezirk Shibuya auf und spielte als Jugendlicher zeitgenössische Pop- und Countrymusik im Hawaii-Sound. Nachdem er im Alter von 17 Jahren ein Jazzkonzert hörte, kaufte er sich ein Saxophon und begann, Jazz zu spielen. In den 1950er Jahren gehörte er zu Bands wie Frankie Sakai & City Slickers und The Crazy Cats unter der Leitung von Hajime Hana. In den 1960er Jahren erhielt er einen Vertrag bei Nippon Columbia und spielte zunächst Jazzversionen populärer Enka-Schlager, mit denen er kommerziellen Erfolg hatte.
1969 flog er mit Takeshi Inomata in die USA, wo ihn Bands wie Blood, Sweat & Tears mit ihrer Weise, Rockmusik mit Jazz zu fusionieren, begeisterten. Anschließend gründete er seine Band Soul Media, die sich zwischen Jazz, Jazzfunk und Rockjazz bewegte. Beginnend mit seinem psychedelischen Album Head Rock, dem Alben wie Jazz and Rock ’Out und (mit Steve Marcus) Something folgten, verfolgte er diesen Weg. 1971 trat er beim Hakone Aphrodite auf, dem ersten Open-Air-Musikfestival in der japanischen Geschichte, bei dem Pink Floyd Headliner war. 1975 spielte er mit Stevie Wonder, als dieser im Nippon Budōkan auftrat. Inagaki war zunehmend innerhalb der Jazzszene sehr umstritten, was dazu führte, dass er in bestimmten Veranstaltungsstätten wie dem Shinjuku Pit Inn nicht auftreten durfte.
1975 erschien Inagakis Album Funky Stuff, das auch international wiederaufgelegt wurde. In der zweiten Hälfte der 1970er Jahre spielte er auch auf Alben von Eiichi Ohtaki und Minako Yoshida, aber auch auf weiteren Produktionen des Citypop. Inagaki trat später vor allem mit den Wind-Breakers des Pianisten Norio Maeda auf, denen er lange angehörte. Daneben schrieb er Popsongs. 2023 wurde die Kompilation Wajazz Legends: Jiro Inagaki international aufgelegt.